# Johannes Neumann (Politiker, 1817)
Johannes Neumann  (* 1. Juni 1817 in Köslin; † 13. Juni 1886 in Posegnick, Kreis Gerdauen) war Gutsbesitzer und Mitglied des Deutschen Reichstags.

## Leben
Neumann wurde im Schindlerschen Waisenhaus in Berlin erzogen, besuchte dann für ein Jahr die Akademie Eldena und hörte zwei Semester Vorlesungen an der Universität in Berlin. Er widmete sich der Landwirtschaft auf seinem Gutsbesitz in Posegnick.
Von 1873 bis 1876 war er Mitglied des Preußischen Abgeordnetenhauses und von 1874 bis 1877 des Deutschen Reichstags für den Reichstagswahlkreis Regierungsbezirk Königsberg 10 und die Nationalliberale Partei.